# Fajr-3

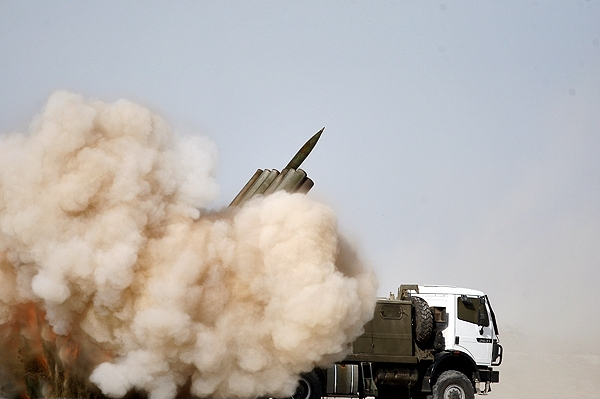
Lancering van een Fajr-3

De Fajr-3 is een 5,2 meter lange Iraanse raket. De raket heeft een diameter van  24 centimeter, een massa van 407 kilogram en kan een lading van 45 kilogram meedragen over een afstand van 43 kilometer.